# Full de mà

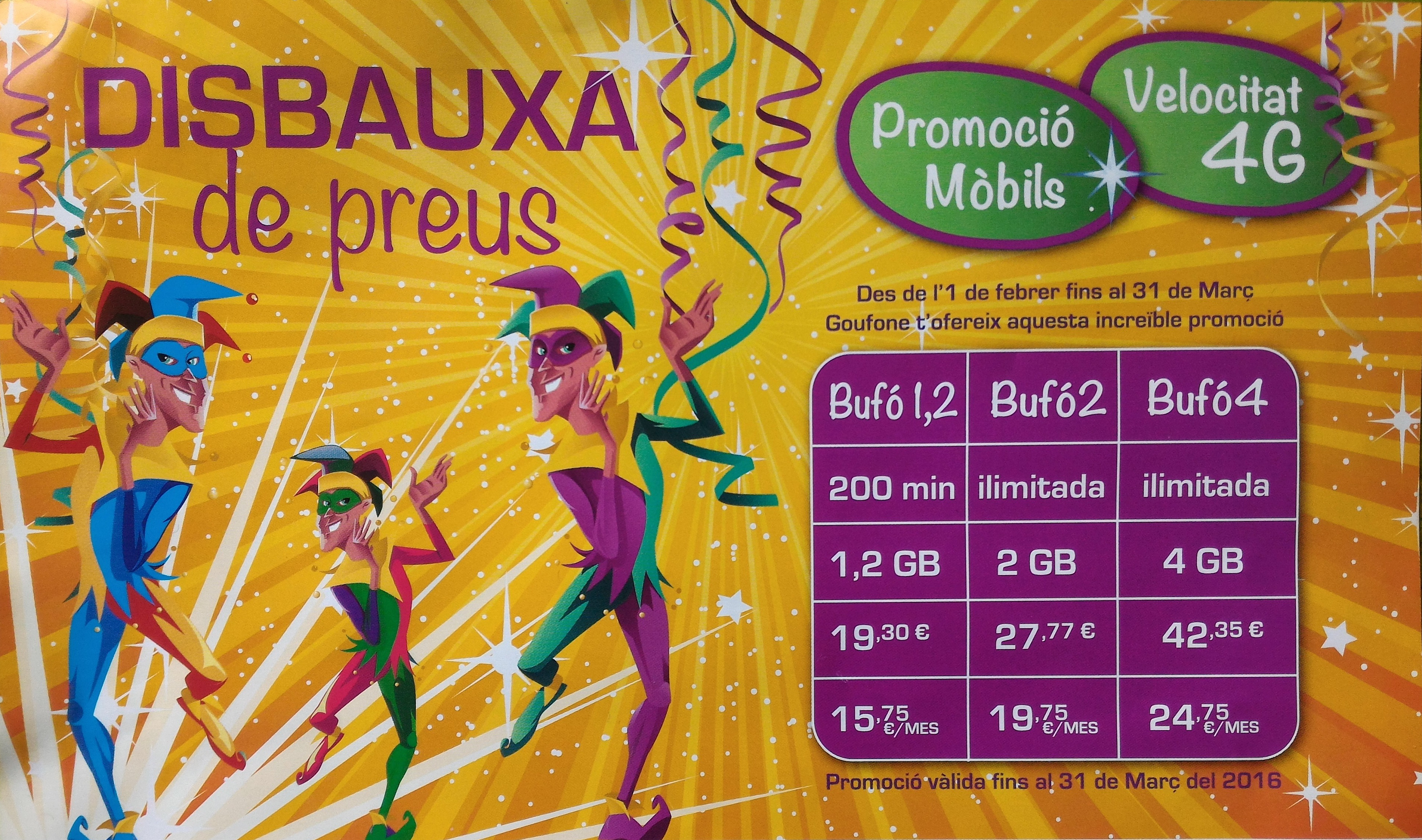
Full de mà de propaganda de serveis d'una empresa de telecomunicacions

Un full de mà, full volander o full volant (també conegut com a flyer) és un paper imprès, generalment de la grandària d'un DINA5, o més petit, que se sol distribuir en mà, als carrers, o que es deixa als vidres dels cotxes o a les bústies de les cases i en el que s'anuncia, demana, qüestiona o fa constar alguna cosa. El seu missatge és breu i concís, per la qual cosa es diferencia del tríptic. Pot tenir diverses finalitats: publicitari, propagandístic, informatiu, institucional, etc.